# Mont Hudson
Pour les articles homonymes, voir Hudson.
Le mont Hudson (en espagnol : Cerro Hudson) est un stratovolcan basé au sud du Chili, et le site de l'une des plus grandes éruptions du XXe siècle. Le mont en lui-même est couvert par un glacier. Une caldeira est située au sommet depuis une ancienne éruption ; les dernières activités volcaniques surviennent à l'intérieur de la caldeira. Nommé d'après Francisco Hudson, il fait partie de la zone volcanique sud des Andes.

## Géographie
Le mont Hudson est situé dans le Sud du Chili, en limite des provinces d'Aysén et de General Carrera de la région d'Aysén.
Recouvert par un glacier, il présente à son sommet une caldeira. Il culmine à 1 905 mètres d'altitude.

## Histoire
Les grandes éruptions survenues en 4750 et 1890 av. J.-C. sont probablement à l'origine de la caldeira. Récemment, des éruptions modérées se sont produites en 1891 et 1971 ainsi qu'une très grande en 1991.

### Éruption de 1971
Avant 1970, quelques informations ont été diffusées. De petites activités volcaniques ont été ressenties en 1970 et ont fait fondre des parties du glacier, faisant monter le niveau du lac et conduisant à l'identification de la caldeira. En août-septembre 1971, une éruption volcanique (VEI 3) localisée dans la zone nord-ouest de la caldeira conduit à un important panache volcanique et provoque des lahars. Ces derniers tuent cinq personnes ; le reste de la population est évacué.

### Éruption de 1991
L'éruption d'août jusqu'à octobre 1991 est une grande éruption plinienne de 5 sur l'échelle VEI. Quelques parties du glacier fondent et résultent au pied du volcan sous la forme de lahars. En raison de la grande distance qui sépare les habitants du volcan, aucune victime n'est à déplorer mais plusieurs centaines de personnes sont évacuées. Les cendres volcaniques retombent sur le Chili et l'Argentine ainsi que dans l'océan Atlantique et sur les îles Malouines.

### Éruption de 2011
À partir du 25 octobre 2011, une activité sismique soutenue est détectée sous le volcan, les plus puissantes secousses dépassant une magnitude de 4 tandis que d'autres sont de faible fréquence, signe possible d'un mouvement de magma. Le lendemain, une observation aérienne permet la découverte de trois dépressions dans le glacier sommital ainsi qu'un lahar descendant le Rio Huemul sur le flanc occidental de la montagne. De la plus grande dépression s'échappe un panache volcanique s'élevant à environ sept kilomètres d'altitude tandis que des panaches de vapeur d'eau contenant quelques cendres montent jusqu'à environ 3,5 kilomètres d'altitude. La hauteur et la concentration en cendres des panaches diminuera dès le lendemain après ce premier jour d'activité et quelques explosions surviennent à la surface du glacier le 1er novembre.
Cependant, dès le 2 novembre, le niveau d'alerte est rabaissé et l'éruption est considérée comme terminée, permettant aux 140 personnes évacuées dans les premiers jours de retourner chez elles. L'activité sismique se poursuit pendant quelques jours après la fin de l'éruption mais à un niveau nettement inférieur à celui d'avant l'éruption.